# إيلا شيلدز
إيلا شيلدز (بالإنجليزية: Ella Shields) هي مغنية أمريكية، ولدت في 27 سبتمبر 1879 في بالتيمور في الولايات المتحدة، وتوفيت في 5 أغسطس 1952 في لانكستر في المملكة المتحدة.

## وصلات خارجية
- إيلا شيلدز على موقع IMDb (الإنجليزية)
- إيلا شيلدز على موقع قاعدة بيانات برودواي على الإنترنت (الإنجليزية)
- إيلا شيلدز على موقع ديسكوغز (الإنجليزية)